# Macropsalis forcipata
El chotacabras coludo (Macropsalis forcipata), también denominado atajacaminos coludo grande (en Argentina) o dormilón tijereta, es una especie de ave caprimulgiforme de la familia Caprimulgidae que vive en Sudamérica. Es la única especie del género monotípico Macropsalis.

## Descripción
El macho mide 80 cm y la hembra 34 cm. Cola del macho muy larga (3 veces la longitud del cuerpo) y furcada, y con borde interno blanco. Cara clara con un parche negruzco en la mejilla; collar nucal rufo; corona y espalda superior oscuras manchadas de ante. Partes dorsales oscuras y poco contrastadas en escapulares; escapulares bordeadas de blanco anteado; cubiertas alares con bordes y ápices blanco-anteados; remeras negruzcas barradas de ante-canela; ancha banda blanquecina en el pecho. En la hembra, timoneras externas mucho más cortas y barradas; cola furcada sin timoneras centrales sobresalientes.

## Distribución y hábitat
Se encuentra en los bosques, principalmente de los altiplanos, en el sureste y sur de Brasil (Minas Gerais, Espirito Santo, Río de Janeiro, São Paulo, Paraná, Santa Catarina y Río Grande del Sur) y del noreste de Argentina (Misiones).

Habita en selvas y bosques, sus claros y bordes, regiones onduladas y serranas, crecimientos secundarios, áreas suburbanas; entre 0 y 1800 m s. n. m.

## Comportamiento
Presenta hábitos crepusculares y nocturnos y reposa sobre la hojarasca durante el día.

Aparte del vuelo de caza, vertical y retornando al origen, ejecutan vuelos elaborados de persecución entre machos, con producción de sonidos graves, posiblemente causados por las alas. Esos vuelos tanto ocurren en la horizontal, en sobrevuelos seguidos desde un punto, como en persecuciones verticales.

### Alimentación
Es exclusivamente insectívoro. Parte en un vuelo corto para capturar el insecto y posa inmediatamente, generalmente en el mismo lugar de origen. Es un gran consumidor de mariposas. Caza bien en el oscuro.

### Reproducción
Consta que nidifica en el suelo en una cavidad simple y que solo la hembra cuida de los huevos, en promedio 2  por postura. Después de la eclosión de los huevos, las crías pueden alejarse del nido, caminando por la hojarasca.

## Sistemática

### Descripción original
La especie M. forcipata fue descrita por primera vez por el zoólogo alemán Christian Ludwig Nitzsch en 1840 bajo el nombre científico Caprimulgus forcipatus; localidad tipo «Brasil».

### Taxonomía
Es monotípica.

El nombre específico forcipata tiene prioridad sobre creagra según el South American Classification Committee (SAAC) 2007. También sostienen Macropsalis forcipata Clements Checklist versión 6.8 y Zoonomen.  Otras clasificaciones, como el Comité Brasileño de Registros Ornitológicos utilizan el nombre Hydropsalis forcipata, lo que coloca la especie como perteneciendo al género Hydropsalis..